# Vulvite
La vulvite è un processo infiammatorio della vulva.

## Eziologia
Può essere di origine traumatica, irritativa o infettiva, spesso conseguenza di cattiva igiene. Funghi (come la candida albicans), batteri (come lo streptococco o lo stafilococco) e protozoi (come il Trichomonas) possono essere la causa.

## Presentazione clinica
Nelle forme più gravi può dar luogo a tumefazione, edema, secrezione purulenta fetida.

## Terapia
La terapia consiste principalmente in una scrupolosa nettezza, riposo assoluto, medicazioni antisettiche.